# Marco Basaiti
Marco Basaiti (* um 1470 in Venedig; † um 1530) war ein italienischer Maler der venezianischen Schule, der insbesondere Gemälde religiösen Inhalts anfertigte.

## Leben
Basaiti stammte vermutlich von griechischen Einwanderern ab, die sich in Friaul niedergelassen hatten. Er war ein Schüler des Alvise Vivarini und wirkte von 1490 bis 1521 in Venedig. Später wurde er ein Nachahmer des Giovanni Bellini. Seine Werke signierte er mit Basaiti, Baxaiti, Marcus Basitus oder Baxiti. Laut Giorgio Vasari gab es zu jener Zeit zwei Künstler mit recht ähnlichem Namen; Marco Basarini und Marco Basaiti denen er unterschiedliche Werke zuordnete. Später wurde aufgrund der Ähnlichkeit der von Vasari erwähnten Gemälde vermutet, dass es sich um einen einzelnen Künstler handelte. Basaiti führte eine große Anzahl von Altarbildern für venezianische Kirchen aus. Als Vivarini gestorben war vollendete Basaiti das 1503 von ihm begonnene Altarbild Heiliger Ambrosius und andere Heilige in der nördlichen Cappella dei Milanesi des Querschiffs von Santa Maria Gloriosa dei Frari. In Der Inschrift heißt es:

“Quod Vivarine tua fatali sorte nequisti Marcus Basaitus nobile prompsit opus”

„Was dir Vivarine durch dein tödliches Schicksal versagt war, Marcus Basaitus, hat das edle Werk vollendet“

## Werke (Auswahl)
Einige seiner Werke kamen unter anderem in die Sammlung der Akademie in Venedig, nach Bergamo, Padua, Berlin, Wien.
- Himmelfahrt Mariä (San Pietro in Murano)
- Bilder St. Petrus und 1520 St. Georg mit dem Drachen (San Pietro di Castello)
- Hieronymus in der Wüste
- Der Leichnam Christi zwischen zwei Engeln
- Die Berufung der Söhne des Zebedäus
- Hl. Sebastian
- 1510: Die Berufung des Jacobus und Johannes (M Baxiti; angefertigt für den Hochaltar von S. Andrea della Certosa)
- 1510: Christi Gebet in Gethsemane (Marcus Basitus, für den Altar des Hauses Fornari in S. Giobbe angefertigt)

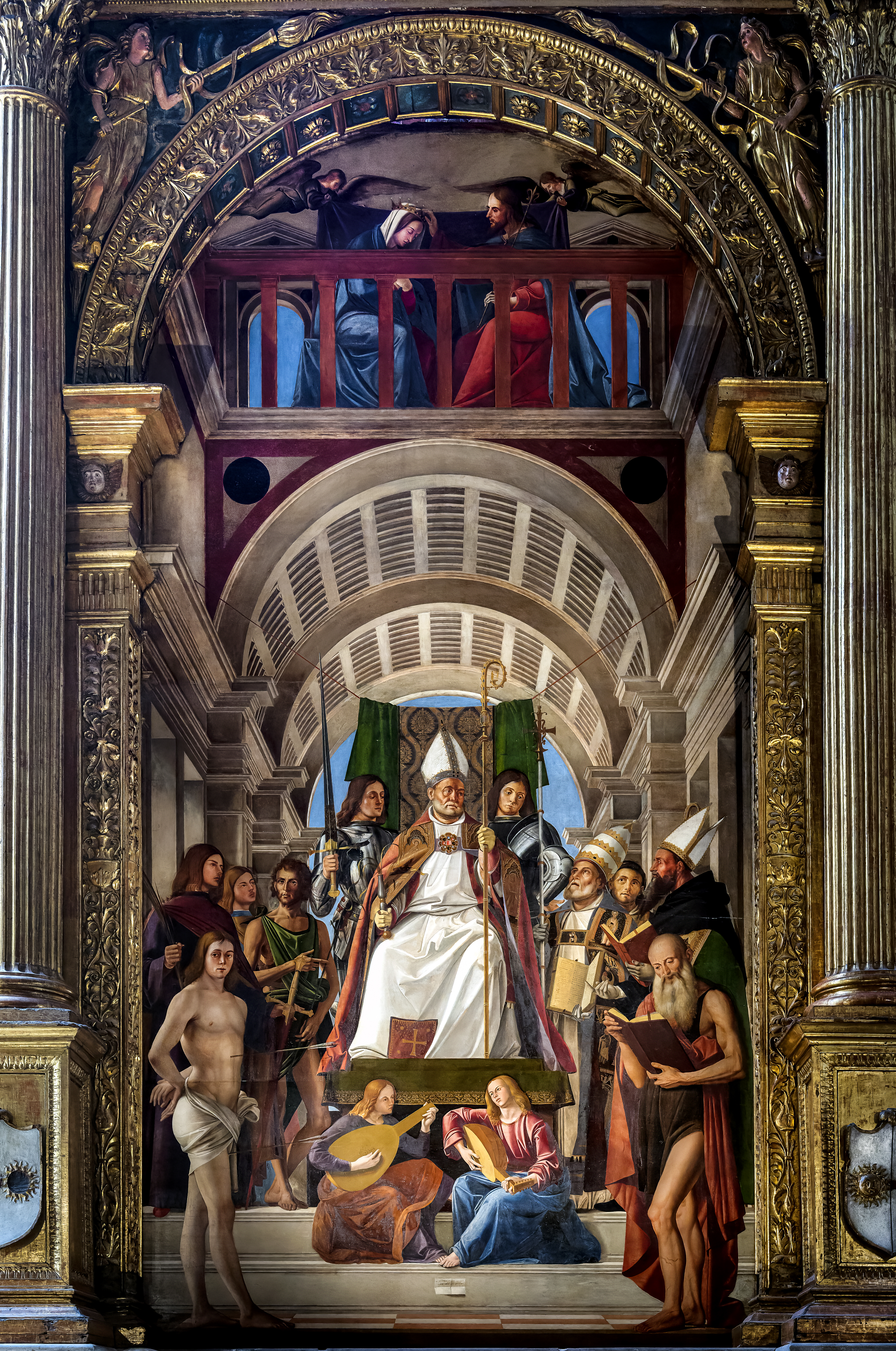
Hl. Ambrosius und andere Heilige
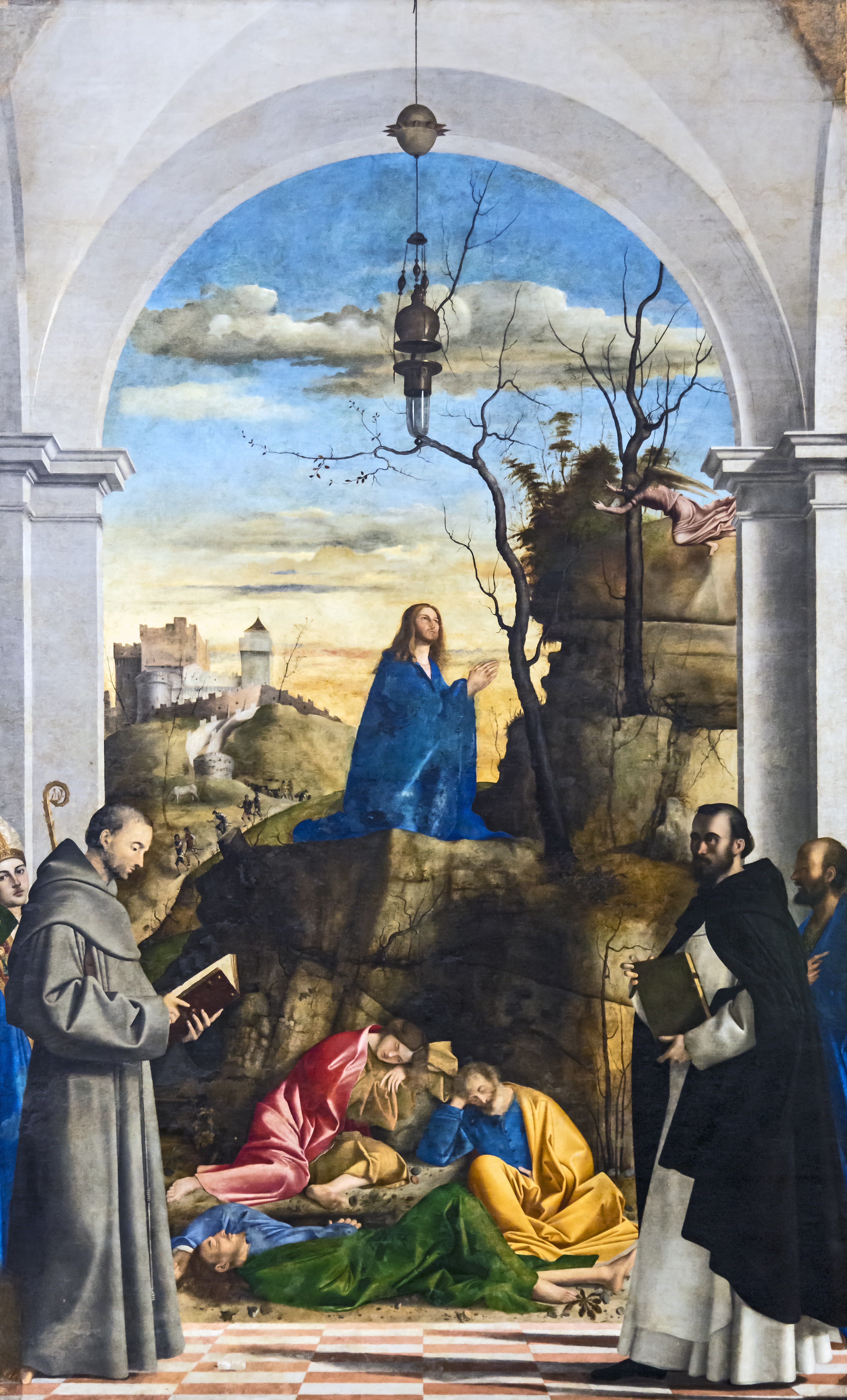
Christus betend im Garten
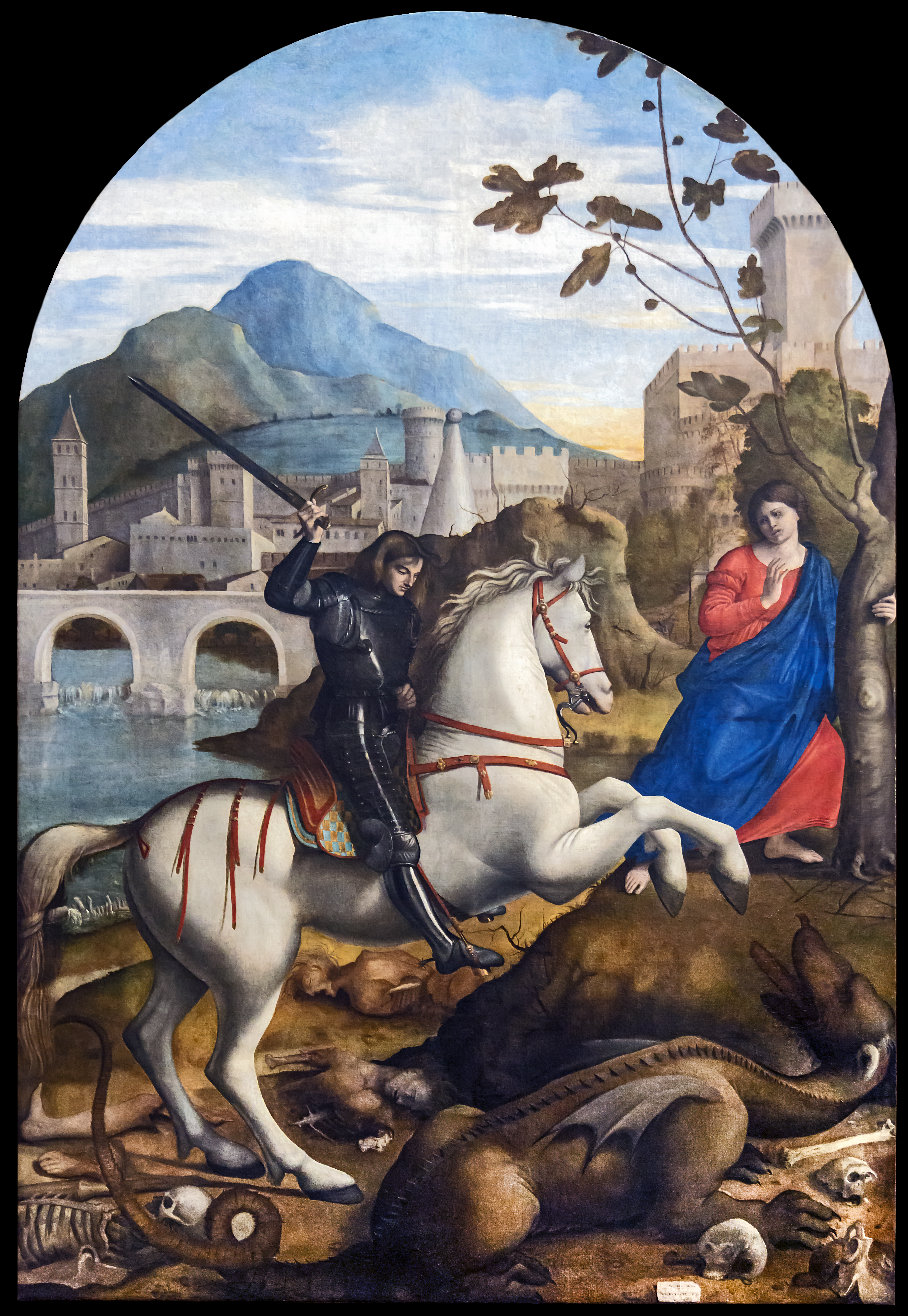
Hl. Georg mit Prinzessin und den Drachen
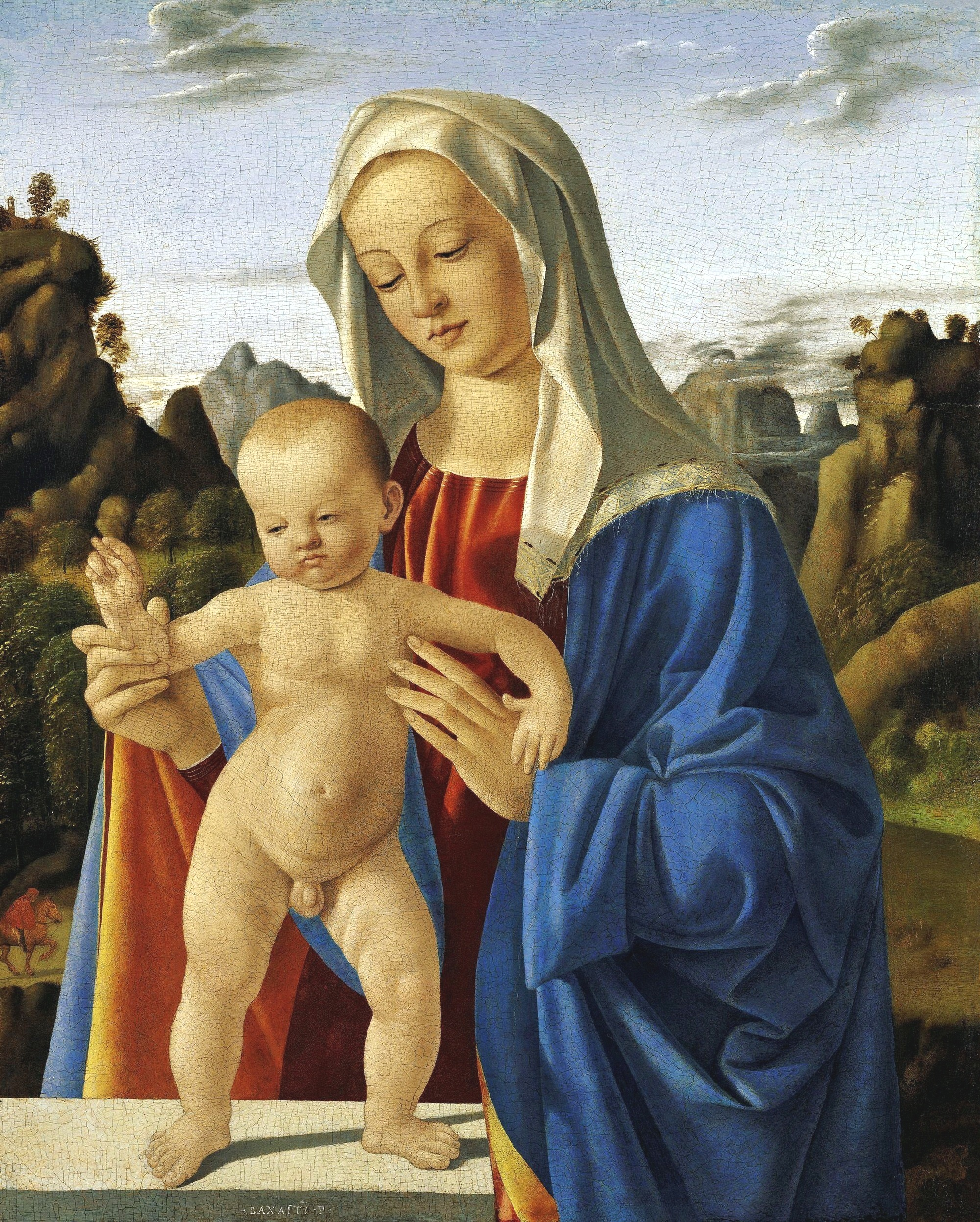
Madonna mit Kind